# John C. Robinson
John Cleveland Robinson var officer i den amerikanske hær. Han havde en lang og fornem karriere, hvor han deltog i adskillige krige, hvilket kulminerede med, at han blev generalmajor under den amerikanske borgerkrig. Han fik Kongressens æresmedalje – Medal of Honor for tapperhed under Slaget ved Spotsylvania Court House i 1864, hvor han mistede et ben. Efter krigen blev han valgt til viceguvernør i staten New York og var i to perioder præsident for veteranorganisationen Grand Army of the Republic.

## Tidlige år og karriere
Robinson blev født i Binghamton, New York. Han blev udpeget til optagelse på West Point. Han fik ikke sin eksamen, men forlod militærakademiet for at læse jura. Efter et år som civil gik han igen ind i hæren i oktober 1839 og blev sekondløjtnant i infanteriet.
I september 1845 rejste Robinson til Corpus Christi i Texas for at støde til general Winfield Scott og hans Army of Occupation som regiments- og brigadeforsyningsofficer. I juni 1846 blev Robinson forfremmet til premierløjtnant og gjorde tjeneste i den Mexicansk-amerikanske krig, hvor han udmærkede sig i Slaget ved Monterrey. Han var også i kamp i Slaget ved Palo Alto og slaget ved Resaca de la Palma. Han blev udnævnt til kaptajn i august 1850 og gjorde tjeneste i forskellige garnisoner. Ved adskillige lejligheder i 1853-1854 førte han tropper i sammenstød med fjendtlige indianere i Texas. 

I 1856 var Robinson igen i kamp, mens han gjorde tjeneste i Florida under den tredje Seminolekrig, hvor han igen gjorde sig bemærket ved tapperhed og effektivitet. Han førte en række ekspeditioner mod seminolerne i sumpområderne Everglades og Big Cyprus Swamp. Ved afslutningen af Seminolekrigen blev han tildelt kommandoen over Fort Bridger og sendt til Utah territoriet. I 1857–58, udkæmpede han Utah krigen. I slutningen af 1850-erne blev han beordret tilbage østpå for at overtage kommandoen over Fort McHenry i Baltimore, Maryland. 

## Borgerkrigen
Ved udbruddet af Borgerkrigen var Maryland en grænsestat, som forblev loyal mod Unionen, selv om det var en stat, hvor slaveri var tilladt. Oprørere planlagde at sætte sig i besiddelse af Fort McHenry, men Robinson gav det udseende af, at forstærkninger var lige på trapperne til hans lille 60 mands garnison, og det lykkedes ham at bevare kontrollen over fortet. 
Robinson blev snart efter sendt til Detroit i Michigan som rekrutteringsofficer, og i en kort periode hjalp han Ohios guvernør, William Dennison, med at rekruttere tropper i Columbus. I september 1861 blev han udnævnt til oberst for 1st Michigan Infantry, et regiment som han hjalp med til at rekruttere. Det efterår blev han også forfremmet til major i den regulære hær. Efter nogle få måneder kommanderede han en brigade af frivillige i Newport News, Virginia. 
Med sin omfattende kamperfaring og det stigende behov for officerer med høj rang i den voksende hær blev han igen forfremmet den 28. april 1862, denne gang til brigadegeneral og blev efterfølgende overført til Army of the Potomac, hvor han overtog kommandoen over en brigade i Philip Kearny's division i III korps. Han udmærkede sig i Peninsula kampagnen, især i Syvdagesslaget. General Kearny var fuld af ros over Robinson i sin officielle rapport. 
Jeg har gemt general Robinson til sidst. Ham tilkommer, frem for alle andre i denne division, æren for dette slag. Angrebet foregik på hans fløj. Tilstede overalt med personlig ledelse og som et ædelt eksempel for andre sikrede han sejren for os.
Det samme år var han med i Northern Virginia kampagnen og Andet slag ved Bull Run, men var ikke med i Marylandkampagnen da hans brigade ikke var tilstede. Næste gang han var i kamp var i Slaget ved Fredericksburg og i 1863 i Slaget ved Chancellorsville.
Under Slaget ved Gettysburg i juli 1863 ledede Robinson en division i I korps nord for byen Gettysburg. Han og hans mænd kæmpede godt, men måtte til sidst trække sig tilbage gennem byens gader mod overvældende modstand. For mod og en god indsats ved Gettysburg blev han udnævnt til midlertidig oberstløjtnant i den regulære hær. Han blev igen forfremmet til midlertidig oberst i den regulære hær for sin indsats i Mine Run kampagnen og Slaget ved the Wilderness i 1864. 
Efter krigen fik han en æresmedalje for sin indsats under optakten til Slaget ved Spotsylvania Court House i kampen ved Alsop's farm på Laurel Hill i Virginia, den 8. maj 1864. Ifølge den officielle begrundelse stillede Robinson "sig selv foran den forreste brigade i et angreb på fjendens brystværn og blev alvorligt såret". Han blev forfremmet til midlertidig generalmajor i den regulære hær. Da han var blev skudt gennem knæet og blevet permanent invalid, efter at benet var blevet amputeret ved låret, vendte Robinson aldrig tilbage til aktiv tjeneste efter Alsop's Farm. Han udførte administrative opgaver som leder af hærens afdeling i New York i resten af krigen.

## Efter krigen
Robinson forblev i hæren efter krigen og blev tildelt kommandoen over Freedman's Bureau i North Carolina. 
I juli 1866 blev han forfremmet til oberst i den regulære hær og afmønstrede fra den frivillige hær den 1. september 1866. I 1867 blev han forfremmet til at lede det sydlige militærområde. 
Året efter blev han igen tildelt en ny opgave som leder af militærområdet ved De store Søer.
Robinson trak sig tilbage fra hæren den 6. maj 1869 med rang af generalmajor.  
I lighed med mange samtidige, ledende personligheder i politik og samfund var Robinson frimurer. Han blev medlem af Binghamton Lodge #177 og steg op gennem dens grader.
Robinson, som længe havde været en populær figur i New York, blev valgt som viceguvernør i New York under den republikanske guvernør John A. Dix. Robinson var aktiv i veterananliggender og blev præsident for den nationale Grand Army of the Republic organisation fra 1877–79. Ti år senere blev han valgt til præsident for veteranorganisationen Society of the Army of the Potomac. I sine senere år mistede Robinson synet og blev totalt blind. 
Han døde som 79 årig i sit hjem i Binghamton i New York. Han blev begravet på Spring Forest Cemetery i Binghamton.
Der står en bronzestatue af Robinson i Gettysburg National Military Park nær Oak Ridge.